# Шпак-малюк соломонський
Шпак-малю́к соломонський (Aplonis grandis) — вид горобцеподібних птахів родини шпакових (Sturnidae). Ендемік Соломонових островів.

## Опис
Довжина птаха становить 25-29 см. Забарвлення чорне, з пурупуровими і зеленими відблисками. Махові пера на крилах коричневі, на внутрішніх сторонах крил світло-коричневі плями, помітні в польоті. Дзьоб чорний, міцний, дещо вингутий. Лапи чорні, очі червоні. У молодих птахів забарвлення менш яскраве, махові пера коричневі, очі червоні або карі.

## Підвиди
Виділяють три підвиди:
- A. g. grandis (Salvadori, 1881) — північні і центральні Соломонові острови;
- A. g. malaitae Mayr, 1931 — острів Малаїта;
- A. g. macrura Mayr, 1931 — острів Гуадалканал.

## Поширення і екологія
Соломонські шпаки-малюки поширені на Соломонових островах (зокрема на острові Бугенвіль). Вони живуть у вологих рівнинних тропічних лісах, парках і садах.